# بطولة الأمم الخمس 1930
بطولة الأمم الخمس 1930 (بالإنجليزية: 1930 Five Nations Championship)‏ هو الموسم 43 من بطولة الأمم الخمس. كان عدد الأندية المشاركة فيه 5، وفاز فيه منتخب إنجلترا الوطني لاتحاد الرغبي.